# Dendropsophus rhea
Dendropsophus rhea är en groddjursart som först beskrevs av Marcelo Felgueiras Napoli och Ulisses Caramaschi 1999.  Dendropsophus rhea ingår i släktet Dendropsophus och familjen lövgrodor. IUCN kategoriserar arten globalt som otillräckligt studerad. Inga underarter finns listade i Catalogue of Life.